# Amstelveld
Pour les articles homonymes, voir Amstel (homonymie).
L'Amstelveld (« Champ de l'Amstel » en néerlandais) est une place de la capitale néerlandaise Amsterdam. Située à proximité de la Utrechtsestraat à l'est, elle se trouve entre le Reguliersgracht à l'ouest, le Prinsengracht au sud et la Kerkstraat au nord, cette dernière menant vers le Magere Brug au-dessus de l'Amstel, fleuve d'après lequel la place est nommée.
La place accueille un marché aux fleurs le lundi. Des marchés aux puces sont également organisés. L'Amstelveld comprend des espaces de terrasses, un espace de jeux pour enfants, un boulodrome et un petit terrain de football. Une petite statue du négociant amstellodamois Kokadorus, devenu une figure populaire au début du XXe siècle, se trouve également sur la place.

## Histoire
Lors de l'agrandissement de la ville en 1658, une longue route est aménagée entre le Keizersgracht et le Prinsengracht. Quatre espaces situés le long de cette nouvelle rue devaient accueillir des églises, ce qui lui vaut le nom de Kerkstraat (« Rue de l'église »). Sur l'un de ces espaces, l'Amstelveld est aménagée au cours du XVIIe siècle.
L'Amstelkerk (église de l'Amstel), œuvre de Daniël Stalpaert classée au titre des monuments nationaux (no 269), borde la place au nord-ouest. Construite entre 1668 et 1670, elle est utilisée par l'Église réformée néerlandaise jusqu'en 1985. De nos jours, elle accueille des événements culturels, mariages et réceptions, ainsi qu'un café. Depuis 2006, un service du dimanche est tenu dans l'église.

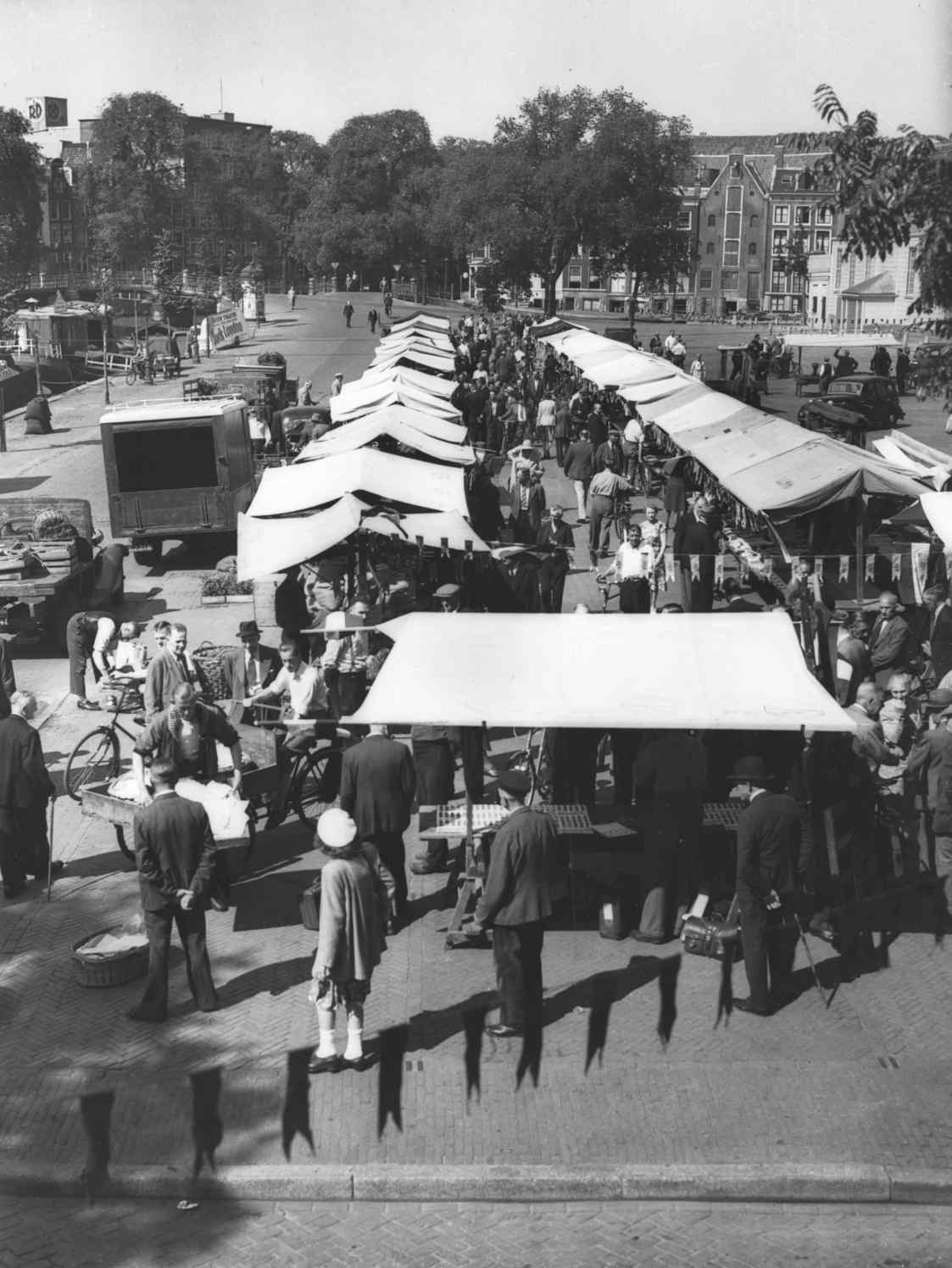
Marché du dimanche sur l'Amstelveld (1948).
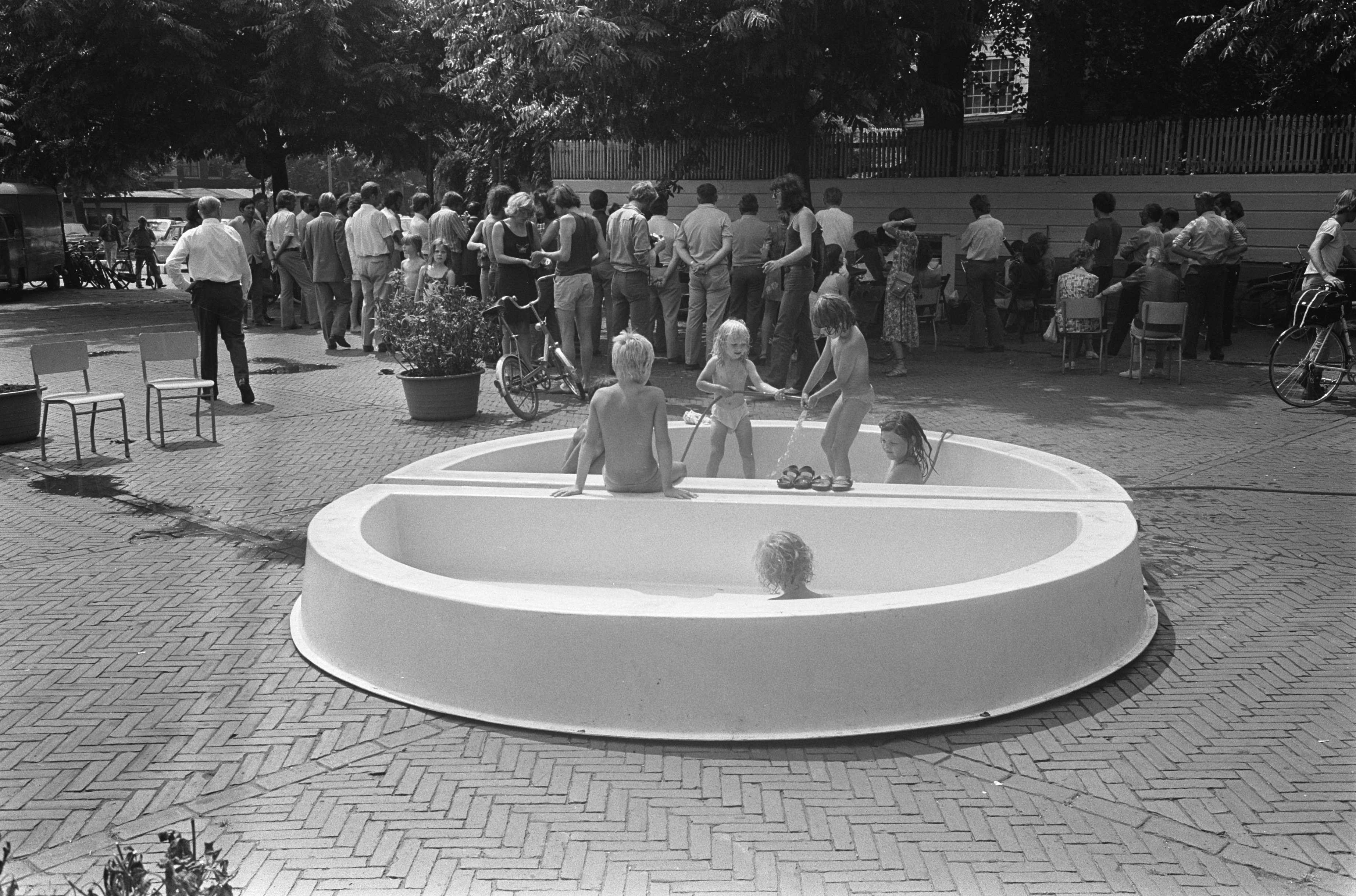
Piscine installée pour les enfants durant l'été 1973.
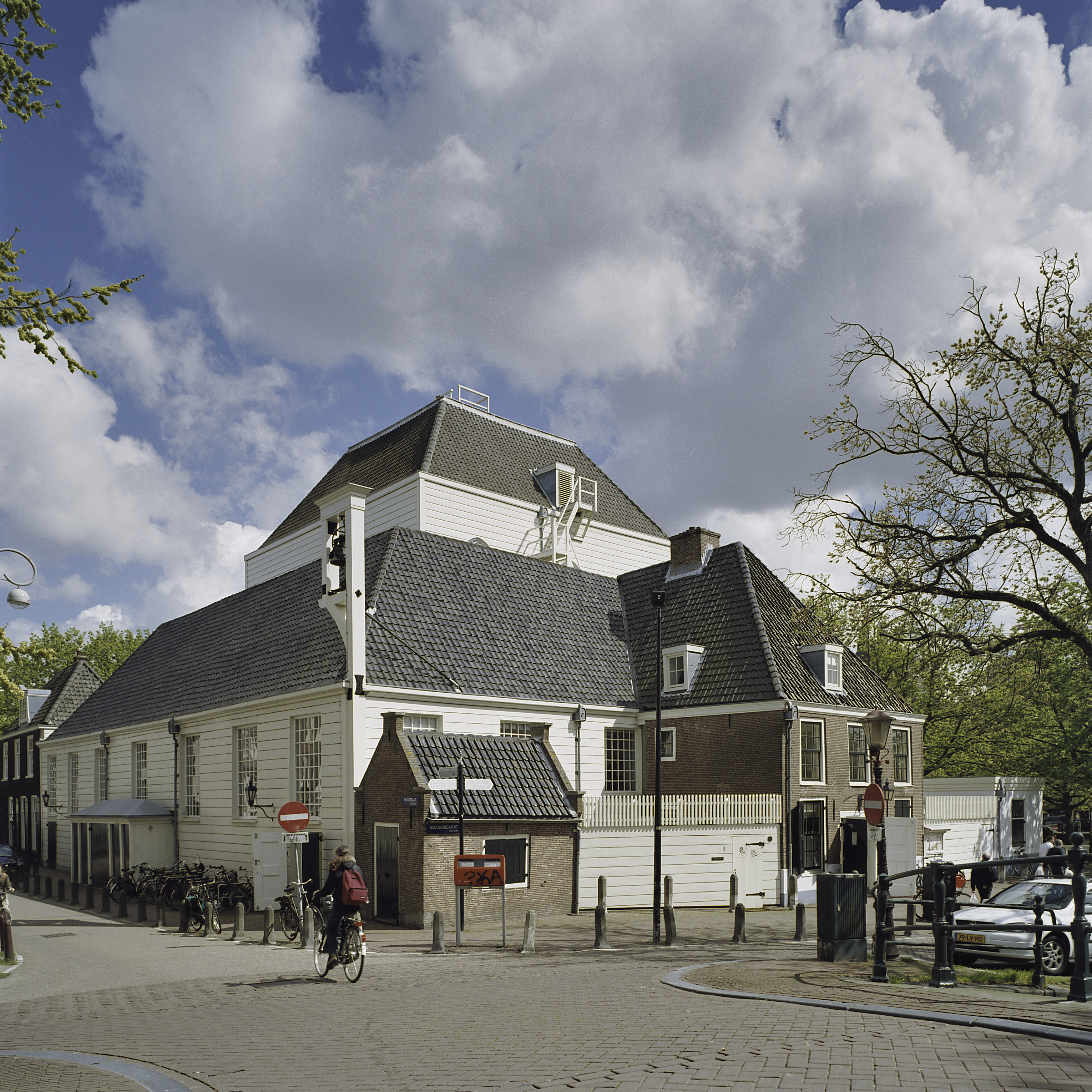
L'Amstelkerk au croisement de la Kerkstraat et du Reguliersgracht.
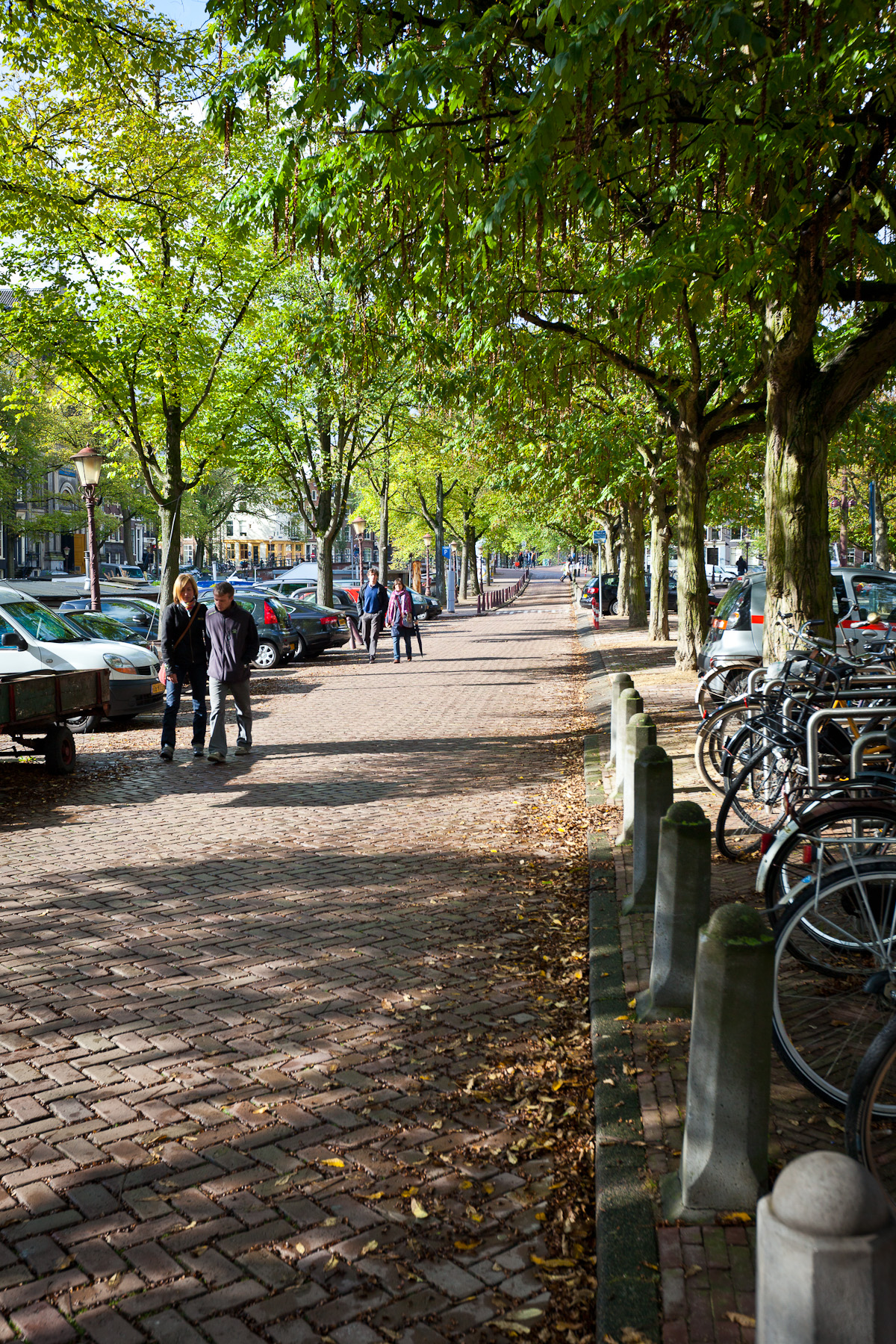
Vue de la place depuis l'est, au bord du Prinsengracht.